# ソニック ヒーローズ
『ソニック ヒーローズ』（SONIC HEROES）は、2003年12月30日にPlayStation 2、ニンテンドー ゲームキューブ、Xbox用ソフトとしてソニックチームの製作でセガより発売されたアクションゲーム。2004年12月4日にはWindowsにも登場した。また、2014年9月17日にはPS2版がPlayStation 3用のゲームアーカイブスとして配信された。

## 概要
本作の特徴は、三人のキャラクターがチームを組んでプレイを進めていく「チームプレイ」であり、チームによってストーリーが異なり、ゲームの難易度やミッションも変わってくる。
ストーリーは『ソニックアドベンチャー2』の後日談で、その中でもチームダークのストーリーは前作とのつながりが深い。
ベクター、エスピオ、チャーミーはカオティクス以来の登場だが、この作品から設定が変更される（発売直前に放送されたアニメ『ソニックX』第39話でも同様の設定で登場）。

## ストーリー
チームソニック
荒野を走るソニックに、テイルスからエッグマンから挑戦状が来たと知らされる。それを知ったソニックは、テイルスとナックルズと共にチームソニックを結成し、エッグマンのもとに急ぐ。
ゲームは標準的な難易度で、これまでのシリーズ同様一本道を進み、ゴールを目指す。
チームダーク
お宝を求めてエッグマンの基地に潜入したルージュは、その宝の正体を見て驚いた。なんと、『ソニックアドベンチャー2』においてスペースコロニー・アークでの戦いで行方不明となっていたシャドウが封印されていたのだった。
すると、同じ部屋にいたオメガにエッグマンのロボットと誤解され、シャドウは攻撃を受ける。シャドウがオメガに攻撃しようとしたときルージュがそれを止め、二人に事情を聞き、シャドウは記憶を取り戻すため、オメガは復讐を果たすためチームダークを結成しエッグマンのもとに急ぐ。
ゲームはチームソニックをベースに、敵の配置数が多くなっていたり、少しコースが長くなっていたりと難易度が高くなっている。
チームローズ
ソニックとの連絡が全く取れなくなってしまったエミーはソニックの影らしきものが写った新聞記事を見る。一方ビッグは親友であるカエルくんを探し、クリームはチーズの双子であるチョコラを探していた。
そして、ビッグはカエルくんを、クリームはチョコラを、エミーはソニックを探すためチームローズを結成し新たな旅に出る。
仕掛けが単純で敵の数も少なく、コースも短くなるため、作中で最もクリアが簡単なチームである。スペシャルステージをこのチームで済ませてもいい。
チームカオティクス
仕事もなく暇なカオティクス探偵事務所。そこへ仕事の依頼として小包が届く。小包の中には通信機が入っており、謎の依頼人から「お前たちを腕利きの探偵と見込んで一つ仕事を頼みたい、報酬は望みのままじゃ」というメッセージが届いた。
ベクター、エスピオ、チャーミーの三人は報酬のために仕事を引き受け、チームカオティクスは旅を始めた。
このチームはコースを開始すると同時にミッションが与えられ、そのミッションを達成することでコースクリアとなる。「ステージに配置されたアイテムを規定数集める」「敵に気づかれずにゴールする」など、ただゴールを目指すだけの他チームとは性質を異にしているゲーム内容が多い。
ラストバトル
全チームをクリアし、、スペシャルステージをクリアしてカオスエメラルドを7つ全て集めると選択可能になる。ここで今までのエッグマンの不審な行動の理由がわかり、真のボスが現れる。
スーパーハード
ラストバトルをクリアの上、全ステージ(※各第二ミッションも含む)をAランククリアすると開放される。
操作はチームソニックでチームダークのステージをベースにしつつ、さらに難易度を上げたステージを、シーサイドヒルからファイナルフォートレスまで連続プレイする。スコアリザルト等は無い。 残機0でミスするとシーサイドヒルからやり直しとなり、そのままファイナルフォートレスをクリアすればクリアとなるが、その後再びシーサイドヒルからスタートする。

## ゲームシステム
チームソニック、チームダーク、チームローズ、チームカオティクスの4つのストーリーを自由に進めていく。チームごとに三人が協力し合ってゴールリングを目指す。チームにはスピードタイプ、フライタイプ、パワータイプが一人ずつ存在し、状況によってフォーメーションを使い分けていく。またチームごとに必殺技を持っており、チームブラストゲージがMAXになると使用可能になる（周囲のザコ敵を一掃・ボスに大ダメージを与える・操作不能状態になっている仲間が復帰する点は共通）。

### スピードフォーメーション
ソニック・シャドウ・エミー・エスピオが先頭になり、残りのチームメイトが後ろに続くフォーメーション。全フォーメーション中最も移動速度が早い。チームコアは青。
- チームアクション(スピード)

ロケットアクセル
三人が揃っており、リーダーが足場に立っている時に攻撃ボタンを押し続けるとリーダーの後ろにチームメイトが集まり、離すと高速でリーダーを射出する。風を起こす効果もある。
- ソロアクション(スピード)

ホーミングアタック(すべてのキャラクター)
過去のシリーズと同様、近くの敵に体当たりして攻撃できる。レベルが上がると攻撃力が増し、レベル3ではエフェクトが虹色となって風を起こせるようにもなる。
三角跳び(ソニック&シャドウ&エスピオ)
一定の狭さの通路の壁にホーミングアタックすると張り付くことができ、その状態でジャンプボタンを押すと反対側の壁に向かって飛び移って進める。スティックを倒しながら押すとその方向へと進むこともできる。一定時間張り付いたまま何もしないか攻撃ボタンを押すと張り付きが解除される。エスピオのみ時間制限が存在せず、攻撃ボタンを押さない限り無限に張り付き続ける事ができる。
ライトダッシュ(ソニック&シャドウ)
リングの近くで攻撃ボタンを押すと、リングの列に沿って高速で移動する。
ブルートルネード(ソニック)／ブラックトルネード(シャドウ)
目の前に竜巻を起こす。見た目が違うだけで効果は同じ。
トルネードハンマー(エミー)
ハンマーを振り、竜巻を前方に飛ばす。
木の葉隠れ(エスピオ)
その場で竜巻を起こした後エスピオが半透明になる。半透明の状態では敵に見つからなくなり、レーザーを通り抜けられるようになる。残りのチームメンバーは木の葉隠れを使った場所で待機し、リーダーを変えるかもう一度使って元に戻ることで合流する。
キック(ソニック&シャドウ）
スライディングし、近くの敵に攻撃。やや加速する。
ピコピコハンマー、プロペラハンマー(エミー)
ピコピコハンマーを振り回して、近くの敵に攻撃。スティックを倒したままで、回転することができる。
プロペラハンマーはジャンプボタンを押し続けるとハンマーを振り回し、暫くの間滞空する(移動も可能)。終了後にトルネードハンマーを使うともう1度使用可能。
手裏剣(エスピオ)
エスピオが壁に当たると反射する手裏剣を投げつける。「木の葉隠れ」を使った状態だと必然的に発生する。

### フライフォーメーション
テイルス・ルージュ・クリーム・チャーミーが、チームメイトをぶら下げる形のフォーメーション。全フォーメーション中最も空中への適応力が高い。チームコアは黄色。
- チームアクション(フライ)

サンダーシュート(すべてのキャラクター)
チームメイトを電気の球にして打ち出す攻撃。敵を痺れさせて足止めが可能であり、空中にいた場合は地面に墜落させてダメージを与えられる。敵が複数いる場合はまとめて攻撃できる。レベル1ではダメージを与えられないが、レベル2で直接ダメージが与えられるようになり、レベル3では飛ばした先にあるリングを吸い寄せることができる。
- ソロアクション(フライ)

飛行(すべてのキャラクター)
空中を飛行し、飛行中にさらにジャンプボタンを押すと急上昇も可能。前後左右に動くとフライゲージが減少し、ゲージがなくなると落ちてしまう。チームメイトが少なくなるほど身軽になるがその代わりにフライゲージの減りが大きくなる。
ダミーリングボム(テイルス&ルージュ)
テイルス(ルージュ)がリングに似た爆弾（自分・味方にはダメージ判定無し）をばらまき、近づいた敵を麻痺させる。
チャオアタック(クリーム)
クリームが「行ってチーズ!」と言い、チーズが周囲の敵全てを攻撃する。攻撃力がかなり高い。
針攻撃(チャーミー)
お尻の針で体当たり攻撃。特定の花の前であればチームメイトが居ても使用でき、使うと花のつぼみを開かせて様々な恩恵を得られる。

### パワーフォーメーション
ナックルズ・オメガ・ビッグ・ベクターを中心に、横広がりになって行動するフォーメーション。全フォーメーション中最も戦闘に適しており、複数の敵に対する乱戦にめっぽう強い。チームコアは赤。
ボルカニックダンク(ナックルズ)
ショートジャンプし、地面に拳を叩きつけた衝撃で攻撃する。レベル2では叩き付けた箇所が短時間燃え続け、レベル3ではさらに火の玉が散華し、効果範囲がアップする。
オメガアーム(オメガ)
両腕を武器に変形させ、前後左右360度にバルカン弾をばら撒く。レベル2では火炎放射に、レベル3ではミサイルランチャーに変化。ミサイルは爆風にも攻撃判定がある。
ビッグフィッシング(ビッグ)
巨大なウキが付けられた釣竿を振り回す。レベル2では巨大な浮き輪、レベル3では巨大な鉄球を振り回す。しかし、振り回すという攻撃方法のため当てづらい。
ベクターブレス(ベクター)
周囲に音符を放射して攻撃する。レベル2では火炎放射、レベル3では触ると爆発する風船ガムを発射する。オメガアームと同じく爆発にも攻撃判定がある。
遠距離攻撃(ナックルズ&オメガ)
ナックルズ(オメガ)がソニックとテイルス(シャドウとルージュ)を玉のように投げつけ（オメガは弾丸の様に発射する）攻撃する。空中の敵でも攻撃出来る。チームメイトが武器になるため、一人になるとこの技は出せない。
ボディープレス(ビッグ&ベクター)
ビッグ(ベクター)が急降下し、お腹(ベクターは拳)で攻撃する。空中の敵でも攻撃出来る。地面に当たった後バウンドするため、連続で使える。
トライアングルダイブ(ナックルズ&オメガ)／パラソル落下(ビッグ)／風船ガム落下(ベクター)
三人で集まって空気抵抗を増やし、ゆっくり落下したり風を受けて上昇したりできる。

## キャラクター

### チームソニック
ソニック - 声優：金丸淳一 スピードタイプ兼チームリーダー
ソニックシリーズおなじみの主人公。エッグマンの挑戦状を受けエッグマンのもとに急ぐ。はじめはカエルくんとチョコラをさらった犯人としてエミーに濡れ衣を着せられ「オレはカエルもチーズの兄弟もさらってないって！お前らの誤解だ！」と言うなどで疑われるも、一緒ではなかったので誤解は解けた。結果的に真犯人はメタルソニックだった。
テイルス - 声優：広橋涼 フライタイプ
挑戦状のことを知らせるためソニックと久しぶりに再会し、彼とともに行動することになる。冒頭ではエミーにカエルくんとチョコラをさらったソニックを犯人扱いされて、「僕たち、ソニックと一緒だけど、カエルとチョコラは見てないよ！」とソニックと共に罪を着せられるも、エミー達を倒した後は誤解は解けた。
ナックルズ - 声優：神奈延年 パワータイプ
今回もソニック、テイルスと会い3人で行動する。冒頭ではエミーにソニックとテイルスと共に「オレ達がカエルやチョコラをさらうわけないだろ！勘違いするな！」と言って犯人扱いされるが、その後は誤解は解けた。
チームブラスト - ソニックオーバードライブ
ソニックがテイルス、ナックルズの二人がかりで発射され、一定範囲をライトアタックで暴れまわる。ブラストゲージが無くなるまで、スピードフォーメーション時のブルートルネードが敵に誘導して攻撃するライトアタックに変化し、ザコ敵を一掃できる。他チームとの対戦の場合、ダメージ効果に加えて痺れさせる。
テーマソング
We Can

### チームダーク
ルージュ - 声優：落合るみ フライタイプ兼チームリーダー
エッグマンのお宝を盗むために侵入したが、お宝らしきものを発見するも、中身はシャドウであった。さらにオメガにも会い、対立する二人のまとめ役として、二人の目的のためにTEAM DARKを結成した。
シャドウ - 声優：遊佐浩二 スピードタイプ
行方不明となっていたが、何らかの原因でエッグマンの部屋のカプセルに入っていた。ルージュによって解放されたが記憶をなくしてしまったため記憶を取り戻すべくルージュ達と行動を共にする。
オメガ（E-123 “Ω”） - 声優：楠大典 パワータイプ
エッグマン作のEシリーズの23番機にして最終ロットナンバー。Eシリーズ最強を誇るが、シャドウとともに長い間部屋に閉じ込められており、エッグマンを憎んでいた。ルージュにより解放され、エッグマンに復讐するために行動する。
チームブラスト - カオスインフェルノ
シャドウがカオスコントロールで時を止め、その隙にルージュによって持ち上げられたオメガがレーザー放射で周囲を攻撃。ブラストゲージが無くなるまで時間が止まり、3人以外が一切動かなくなる（再度チームブラスト発動ボタンを押すことで自発的に解除できる）。他チームとの対戦の場合、ダメージ効果がなくなり、動きを止めるだけとなる。
テーマソング
This Machine

### チームローズ
エミー - 声優：川田妙子 スピードタイプ兼チームリーダー
ソニックのことが大好きな女の子。ソニックを探すために旅に出る。はじめはソニックをカエルくんとチョコラをさらった犯人としてチームソニックに濡れ衣を着せるが、ソニックは無実だったことで誤解は解けた。
クリーム - 声優：あおきさやか フライタイプ
いなくなってしまった親友のチーズの弟のチョコラを探すためにエミーとともに行動する。
ビッグ - 声優：長嶝高士 パワータイプ
いなくなってしまった親友のカエルくんを探すため、エミー、クリームと共に旅をする。
チームブラスト - フラワーフェスティバル
ビッグがパラソルでエミーとクリームを玉回しした後、パッと沢山の花が満開になる。発動後、全員のレベルが1つ上がり、さらにバリアと無敵、スピードUPアイテムが付く。無敵終了時間は無敵の音楽が終わるまででブラストゲージが無くなるまでよりも実際は長い（スピードUP効果はブラストゲージが無くなるまでだと思われる）。他チームとの対戦の場合、ダメージ効果がなくなる代わりにブラストゲージがなくなるまでの間、フォーメーションをチェンジできなくさせることができる。
テーマソング
Follow Me

### チームカオティクス
ベクター - 声優：三宅健太 パワータイプ兼チームリーダー
カオティクス探偵事務所の所長。報酬が見合えば何でもやるのがポリシーで、アニキ的存在。見た目通りのパワータイプだが実は推理力が抜群で、頭脳担当でもある。通信機越しに話す依頼人の報酬につられ、2人と共に仕事をしていく。
エスピオ - 声優：増田裕生 スピードタイプ
カオティクス探偵事務所のご意見番的存在。常に冷静でいるため依頼主の発言を不審に思うも、結局仕事をすることになる。
チャーミー - 声優：鉄砲塚葉子 フライタイプ
お調子者なハチの子。探偵というよりもマスコット的な存在。3人と共に依頼を達成していく。
チームブラスト - カオティクスリサイタル
エスピオの三味線、チャーミーの太鼓、ベクターのダミ声というメチャクチャなリサイタルで、一定範囲のザコ敵をリング（敵の強さに関係なくランダムで5・10・20）に変える。ブラストゲージが無くなるまで、倒した敵をリングにすることが出来る。他チームとの対戦の場合、ダメージ効果に加えて痺れさせる。
テーマソング
Team Chaotix

### その他
Dr.エッグマン  - 声優：大塚周夫
ソニックを敵視する悪の科学者。いつまでも世界征服をたくらみ、さまざまなロボットを駆使しソニックたちに立ち向かうが、非情になりきれない憎めない面も併せ持つ。今作で敵として登場するエッグマンは偽物であり、その正体は変身したメタルソニックで、エッグマン本人は反乱を起こしたメタルソニックに幽閉されていた。ちなみに、チームカオティクスに通信機越しに依頼をしたのもエッグマンであり、理由はメタルソニックを止める為だった。
オモチャオ - 声優：小桜エツ子
チャオの姿をしたロボット。メニュー画面で色々な項目の説明をしてくれたり、アクションなどの説明もしてくれる。
チーズ - 声優：広橋涼
クリームといつも一緒にいるチャオ。今回は弟であるチョコラを探す為、クリーム達チームローズに同行する。
カエルくん - 声優：なし
ビッグの親友で、エミー達が探している仲間の一体。手がかりからして最初はソニックが犯人として疑われるが、真犯人はメタルソニックだったことで勘違いは解けた。
『ソニックアドベンチャー』にてカオスに憑依されたことがあるため、カオスのデータをコピーするために誘拐されていた。
チョコラ - 声優：なし
チーズの双子の弟で、エミー達が探している仲間の一体。
カオスの正体がチャオの突然変異体であることから、カエルくんと共にカオスのデータをコピーするためにメタルソニックに誘拐されていた。
メタルソニック- 声優：金丸淳一
エッグマンによってソニックに似せて造られた対ソニック用兵器で、本作の全ての黒幕。『ソニック・ザ・ヘッジホッグCD』以降、ソニックと何度も戦いを繰り広げた。独自のAIチップの発達により自我が芽生え、自身を改造して「ネオメタルソニック」となり、人型に近いボディを持つ様になった。カオスのデータをコピーしたことで自分の体を液状化させ、他の人物に姿を変える能力を手に入れている。自分を頂点としたロボットの世界を作り上げる為にエッグマンに反逆。彼を拘束し、彼自身に変身してソニック達に挑戦状を送り付け、さらにソニックに変身してカエルくんやチョコラを誘拐してカオスのデータをコピーして影で計画を進めており、全ては彼のせいであり、これによってエミー達はソニックを犯人として誤解することになる。
本作の真の最終ボスであり、「ラストシナリオ」ではエッグマンの戦艦を一部破壊し、残骸を再構成することで怪物を思わせる様な巨大な改造形態「メタルマッドネス」、土台を無理矢理切り離し下半身から翼を生やした飛行形態の「メタルオーバーロード」となってソニック達との決戦に挑む。
本編後はエッグマンによって元の従順なロボットに戻されたとされる。

### 敵キャラ
エッグポーン
最も多く存在するザコ敵。丸い体の上部にエッグマンを模した顔が付いており、体当たり、火器、盾などの武装も行う。
エッグフラッパー
空中に滞空しているエッグマンのE-1000シリーズロボット。エッグポーンと似た外見をしており、色によって機銃やレーザー、索敵、爆弾投下などの様々な種類がある。
キャメロン
カメの形をした緑色の敵。装甲が固くパワータイプのキャラでないと攻撃が通らないが、スピードタイプのキャラで風を当てるとひっくり返って無防備になる。
ゴールドキャメロン
金色になって強化されたキャメロン。普通に近づくとすぐに手足を引っ込めてパワータイプでも手が出せなくなるが、ひっくり返されるとやはり無防備になってしまう。
クラゲン
長い腕が付いている敵。プレイヤーを捕獲し、倒すまで捕まったキャラクターをリーダーに出来なくなり、他のキャラクターをリーダーにしても捕まったキャラは付いてこない。
ゴールドクラゲン
強化されたクラゲン。基本はクラゲンと同様だが、捕まえて一定時間が経過するとどこかに消えてしまい倒せなくなる。チェックポイントを通過するか、チームブラストを使うと救出できる。
リノライナー
グラインドレールを走るサイ型の列車。極めて体力が低く、攻撃もあまりしてこない。
エッグナイト
複数のエッグポーンを従えて登場するリーダー。性能は高いが、倒すと周囲のエッグポーンも同時に破壊される。
エッグハンマー
ハンマーを担いだ巨人型E-1000シリーズロボット。体力がとても多いが、ふらついている所に攻撃を加えると倒れてしばらく起き上がれなくなる。
エッグビショップ
赤い魔法使い型E-1000シリーズロボット。一瞬で近くのロボットの体力を全快させるが、自身は攻撃手段を持たない。風を当てるとエッグマジシャンに変身する。
エッグマジシャン
紫色の魔法使い型E-1000シリーズロボット。プレイヤーの足元に魔法陣を作り、リングを吸い取る。風を当てるとエッグビショップに変身する。
ヘビーハンマー
防御面を強化したエッグハンマー。ボディにはすべての攻撃が通らず、頭のコアを守っている兜を外さないと倒せない。
ファルコ
赤い鳥型メカ。サンダーシュートでしか追いつけないほど高速で飛行しエッグポーンなどを投下するが、非常に脆い。
E-2000
赤い人型E-1000シリーズロボット。シールドで防御したり太いレーザーを撃ってくる強敵。時折小型に変形する。
E-2000R
金色のE-2000。武装はE-2000と変わらないが、撃破時のスコアが10000点と非常に高い。

### ボス
- 海ステージ（シーサイドヒル、オーシャンパレス）：エッグホーク
- 都市ステージ（グランドメトロポリス、パワープラント）：他チーム(チームソニックVSチームローズ、チームダークVSチームカオティクス)
- 娯楽ステージ（カジノパーク、ビンゴハイウェイ）：ロボットカーニバル
- 渓谷ステージ（レールキャニオン、バレットステーション）：エッグアルバトロス
- 密林ステージ（フロッグフォレスト、ロストジャングル）：他チーム(チームソニックVSチームダーク、チームローズVSチームカオティクス)
- 屋敷ステージ（ハングキャッスル、ミスティックマンション）：ロボットストーム
- 空母ステージ（エッグフリート、ファイナルフォートレス）：エッグエンペラー
- ラストストーリー：メタルソニック（メタルマッドネス→メタルオーバーロード）

## ステージ
ステージ1 シーサイドヒル
赤と白に彩られた海洋遺跡が立ち並ぶ、南国の海岸ステージ。最初のステージだけあって難易度はあまり高くない。チームカオティクスのミッションは「ヤドカリを10匹見つけろ！」。ソニックシリーズでは1作目のグリーンヒルゾーンに次いで使われることが多いステージである。『マリオ&ソニック AT ソチオリンピック』では巨大なファンで人工雪が吹き付けられており、ドリームアルペンスキーの会場として使われた。『ソニック ジェネレーションズ白の時空』『ソニックダッシュ』ではコースとして登場。『ソニック&セガ オールスターズ レーシング』、『ソニック&オールスターレーシング トランスフォームド』、『チームソニックレーシング』の3作でレースコースとして登場。『電撃文庫 FIGHTING CLIMAX』のバトルステージ『ソニック・ザ・ヘッジホッグ』ではこのステージの曲のリミックスを聞くことができる。
ステージ2 オーシャンパレス
海上に建造された海洋文明の遺跡ステージ。巨大ウミガメの群れの背に乗り、巨大な岩から逃れゴールを目指す。『マリオ&ソニック AT ロンドンオリンピック』ではドリームフェンシングの会場として登場。
ステージ3 グランドメトロポリス
無数のエネルギーロードが張り巡らされたハイテク都市上空のステージ。『マリオ&ソニック AT ロンドンオリンピック』ではドリーム平行棒の会場として登場。
ステージ4 パワープラント
グランドメトロポリスの中心に位置する、巨大エネルギー工場ステージ。途中エネルギーの貯蔵施設に入り、下から高温のエネルギーが迫ってくるため上に逃げる必要がある。
ステージ5 カジノパーク
派手なサウンドと煌びやかなネオンに包まれたカジノステージ。巨大ピンボール台ではソニックたち自身がボールになって飛び回り、スロットマシンではリングを入手可能。『ソニック&セガ オールスターズ レーシング』、『ソニック&オールスターレーシング トランスフォームド』、『チームソニックレーシング』の3作でレースコースとして登場。
ステージ6 ビンゴハイウェイ
ピンボール台の下り坂をボール状態になって高速で転がり降りていくステージ。台に設置されたビンゴゲートは、空に浮かんでいる巨大ビンゴボードと連動しておりビンゴを揃えるとリングが貰える。『マリオ&ソニック AT ロンドンオリンピック』ではドリームボールレースの会場として登場。
ステージ7 レールキャニオン
自然の渓谷にレールを張り巡らして作られた、エッグマンの前線基地が舞台。レールで移動する場面が多くグラインドのテクニックが要求される。
ステージ8 バレットステーション
渓谷の中心部に位置するエッグマン基地。山を改造した秘密基地、超巨大キャノン、高速貨物列車などのギミックが待ち受ける。
ステージ 9 フロッグフォレスト
空高くまで伸びた植物が生い茂るジャングル上空が舞台。雨を降らすカエルが生息しており、雨によって生長した植物の足場、グラインドできるツタ、飛び跳ねられるキノコなどを利用して進む。
ステージ10 ロストジャングル
鬱蒼としたジャングル最深部が舞台。植物を枯らす雨を降らせる黒いカエルや、巨大なハンマーを振り回すロボット、追いかけてくる巨大ワニなどが待ち構える。
ステージ11 ハングキャッスル
スイッチに触れることで世界が上下反転してしまう摩訶不思議なお城のステージ。
ステージ12 ミスティックマンション
お化け達が巣食う幽霊屋敷の中を探索するステージ。スイッチに触れることで物理法則を無視した不可思議なことが起こる。
ステージ13 エッグフリート
エッグマンが作り上げた魚型の飛行艦隊。青空の下で激しいロボットの攻撃やミサイルをかいくぐり、空中戦艦を破壊しながら進んでいく。
ステージ14 ファイナルフォートレス
エッグマン艦隊の中心部に位置するジンベエザメ型の大型空中母艦。周囲は雷雲に囲まれている。本拠地だけあって最強クラスの敵ロボットや巨大なレーザー砲が配備されている。『ソニック&セガ オールスターズ レーシング』、『チームソニックレーシング』の2作でレースコースとして登場。『ソニック ジェネレーションズ青の冒険』ではエッグマン本人が操縦するエッグエンペラーとの対戦ステージとして登場。

### スペシャルステージ
各ステージに檻に入っているカギを手に入れ、ダメージを受けないでステージをクリアすると突入できる。奇数ステージはボーナスチャレンジ、偶数ステージはエメラルドチャレンジとなる。
ボーナスチャレンジ
制限時間以内にステージの最奥にあるゴールに到達する。
エメラルドチャレンジ
逃げるカオスエメラルドがステージの最奥に到達する前に追い付いて回収する。